# Исхомахос, Константинос
Константинос Исхо́махос (греч.  Κωνσταντίνος Ισχόμαχος  1838 — 28 мая 1888– греческий офицер артиллерии и революционер второй половины XIX века, в дальнейшем политик и депутат парламента

## Биография
Константин Исхомахос родился в Афинах в 1838 году, первый ребёнок в семье Георгия Исхомахоса и его жены Калипсо. 
Отец служил судьёй, был первым секретарём Ареопага, а затем в судах Фив и Халкиды.
Род Исхомахосов восходит к Македонии, профессор Яков Михаилидис из Университета Западной Македонии, в своей работе “Македонское лобби Афин”, именует Константина Исхомахоса македонянином.
Согласно другому источнику, род Исхомахосов восходит к городу Стенимахос, который ныне расположен на юге Болгарии и с 1934 переименован в Асеновград, но вплоть до Первой мировой войны в городе доминировало греческое население. 
По окончании школы и лицея поступил в Военное училище эвэлпидов. 
После окончания училища, 3 декабря 1860 года был зачислен в артиллерию Греческого королевства. 
Произведен в адъютанты 8 января 1862 года, а 14 августа 1868 года в звание лейтенанта.
Был послан на переподготовку в военное училище в город Мец, Франция. По возвращении в Грецию, 23 ноября 1870 года, был назначен преподавателем «военного искусства и технологии» в Училище эвэлпидов 
10 февраля 1874 года был назначен адъютантом/помощником в военное министерство, 
10 апреля того же года был повышен в звание “капитана второго класса”.

## Восточный кризис 1875—1878 годов – Во главе революционных организаций
Восточный вопрос, стоявший на повестке дня с начала XIX века, вступил в критическую фазу в 1875 году, с начала восстания в Герцеговине. 
18 (30) июня 1876 года Сербия объявила войну Османской империи, за ней последовала Черногория. Этого было достаточно, чтобы вновь создать в Греции милитаристскую атмосферу.
19 сентября (1 октября), на митинге у Афинского Акрополя историк К. Папарригопулос обвинял правительство, что не готовит страну к войне. Премьер-министр А. Кумундурос был готов уступить требованию народа вступить в войну. Но Х. Трикупис и Э. Делигеоргис сдерживали его, считая что по примеру Сербии в период последнего Критского восстания, Греция должна остаться нейтральной, в надежде, что как и Сербия в предыдущем случае, Греция будет вознаграждена за сдержанность британской дипломатией:197.
Греческие политики были убеждены, что если в войну вступит Россия, она завершится поражением осман, но одновременно, они пришли к выводу что приоритеты России изменились — на первый план выступала не поддержка православия, а панславистские цели:197.
За первыми успехами сербов последовали поражения. В ноябре Россия навязала туркам перемирие. Сербия запросила помощь у Греции, поддерживаемая в этом, по выражению английского историка Дакина «панславистами русскими». Правительство Греции, учитывая угрозы турок против греческого населения империи, помня печальный опыт времён Крымской войны и отчуждённое от России её новой, панславистской, политикой , но главное под давлением европейских держав, в особенности Англии, которая обещала Греции территориальные выигрыши в случае соблюдения нейтралитета, не стало ввязываться в войну.
Нейтралитет вызвал протесты как в пределах Греческого королевства, так и греческого населения Османской империи:197.
В декабре 1876 года вырисовывалась вероятность предоставление автономии Болгарии, куда включались территории с компактным греческим населением. Это послужило началом волнений греческого населения, которые возглавлял митрополит Фессалони Иоаким (будущий Иоаким III (Патриарх Константинопольский)).
В апреле 1877 года Россия начала войну против Османской империи, что усилило в Греции милитаристскую атмосферу. Посол Британии запросил у Х. Трикуписа гарантии, что Греция останется нейтральной, Трикупис отказался предоставить их:199.
В Греции вновь появились тайные организации, которые не дождавшись шагов правительства, поставили своей целью подготовку восстаний в Фессалии-Македонии и организацию отрядов добровольцев для содействия восставшим в ведении иррегулярной войны. 
Среди прочих были созданы организации «Национальная оборона» («Εθνική Άμυνα») и «Братский союз» («Αδελφική Ένωση»), организатором и председателем которых был  Константинос Исхо́махос, ставший в дальнейшем видным командиром Фессалийского восстания.
Как и в период Крымской войны, в Эпир и Фессалию просачивались иррегулярные отряды. 26 декабря 1877 (7 января 1878 год)а был объявлен призыв 10 тыс. резервистов:201. Королевский двор, следуя советам послов Держав не помышлял вступить в войну на стороне России. Кроме печального опыта предыдущей династии в период Крымской войны, королевский двор осознавал, что армия королевства всё ещё не представляла собой значительную силу, а по прошествии двух десятилетий уменьшились и иррегулярные силы. Но надо было что-то делать с воинственно-настроенным общественным мнением.

## Вступление греческой армии в Фессалию – роль организаций и добровольческих отрядов Исхомахоса
В декабре 1877 года сербы вновь обратились за помощью к Греции. Новый отказ вызвал народное возмущение, что вместе с разногласиями короля и военного министра привело к отставке правительства в январе 1878 года. Правительство А. Кумундуроса произвело мобилизацию.
Не дожидаясь решений правительства, повстанческие отряды освободили сёла Смоково и Рендина в Западной Фессалии, куда направился К. Исхомахос для координации иррегулярной войны, надеясь также на вступление в войну армии Греческого королевства. 
Правительство Кумундуроса, несмотря на британское давление, 21 января/2 февраля 1878 года объявило что греческая армия вторглась в Османскую Фессалию без объявления войны. 
К этому времени русская армия подошла к Адрианополю и угрожала Константинополю.
21 января 1878 года греческая армия насчитывавшая (по разным источникам) от 7 до 23 тысяч человек, под командованием генерала артиллерии С. Суцоса:201, вторглась в османскую Фессалию.
Последовали протесты послов Держав, и растерянный Э. Делигеоргис просил их (!), чтобы протесты были выражены в форме официального демарша, чтобы он смог отозвать армию и оправдаться перед общественным мнением.
Кумундурос не стал создавать отдельный “Фессалийский революционный центральный комитет” для организации партизанского движения в Фессалии, а обратился к “Македонскому комитету в Афинах”, который уже с августа 1875 года, и не дожидаясь решений правительства организовал и поддерживал партизанские отряды в примыкающих к Фессалии регионах Македонии, главным образом на Олимпе и в Пиерии.
К тому же греческие ирредентистские планы сталкивались с новыми планами Российской империи, оставившей в прошлом Греческий проект XVIII века, главным образом в Македонии, а Фессалия рассматривалось в этих планах как необходимый этап для выхода к “границам” Македонии.
Планы греческой армии предполагали вступление на османскую территорию через гору Отрис, с последующим выходом к Западной Македонии 
Планы предусматривали что отряды организаций К. Исхомахоса вступят в Западную Македонию раньше армии, для чего совершат рискованный переход через фессалийскую равнину, начав свой поход с фессалийского города Алмирос. Бойцы Исхомахоса заняли село Вринена Магнисии за неделю до выступления армии, но после её отзыва К. Исхомахос перевёл свою деятельность в Западную Фессалию
Греческая армия, выступила 21 января 1878 года из Ламии, и направилась к городку Домоко́с, куда дошла без особых трудностей. 
Домокос был освобождён 23 января после победного первого и последнего боя этой военной кампании греческой армии. 
Отряды иррегулярных добровольцев действовавшие независимо от армии дали успешные бои за городком на позициях «Узкие камни» и Омвриаки изгнав оттуда турок.
После занятия Домокоса, турки запёрлись в его крепости, в то время как Суцос вывел свои войска на дорогу ведущую в Ларису, намереваясь продолжить наступление в направлении Трикала.
Между тем поступила информация, что 22 января (3 февраля) русские и турки подписали перемирие. После протеста европейских держав ( исследователь Н. Катикос пишет и России тоже) армия была отозвана через день, не развивая свой успех и не удерживая занятые территории Βακαλόπουλος, 1988, p. 156.

## В Западной Фессалии
В то время как греческая армия, без сопротивления, освобождала сёла вокруг Домокоса, английское правительство объявило о намерении ввести санкции против Греции, если её армия не будет отозвана из Фессалии. На тот момент греческая армия находилась всего в 20 км от границы. 
Последовал немедленный и внезапный приказ по телеграфу о отзыве армии в Ламию.
27 января, в день начала отхода, около 20 унтер-офицеров, возглавляемая лейтенантом Д. Тертиписом, отказались уходить и вместе с сотней рядовых направилась к Кардице-Трикала, вовлекая в восстание жителей Западной Фессалии. 
Сюда же направился и К. Исхомахос, который был признан командующим повстанцев в этом регионе, где без участия армии восстание ширилось. 
11 февраля повстанцы одержали победу в Сражении при Секлиза.
19 февраля/3 марта был подписан Сан-Стефанский мир, положивший конец русско-турецкой войне. Османская империя высвободила силы для подавления греческих восстаний в Фессалии и Македонии. К тому же к 17 марта высвободились и османские войска в Восточной Фессалии, после поражения местных повстанцев при Макринице. 
Часть этих сил под командованием Хасана-паши из Кардицы 21 марта была направлена в регион Матаранги, который был центром восстания на западе Фессалии. 
Силы турок насчитывали 4500 пехотинцев, 600 кавалеристов и 4 горных орудия. 
В общей сложности силы повстанцев под генеральным командованием Исхомахоса насчитывали 800 бойцов. 
После упорного Сражения при Матаранге, к 20:00 турки отошли на всех участках сражения. Но и повстанцы для безопасности решили отойти к предгорьям Аграфа, сохраняя тем самым Фессалийский вопрос на повестке дня до его дипломатического разрешения.

## Подпись Исхомахоса под соглашением о перемирии
В продолжении обещаний данных Греческому королевству, нейтрализовавших королевство в начале Восточного кризиса и вывода его армии из Фессалии, 15/27 апреля греческое правительство дало согласие на посредничество британских консулов Мерлина (Charles Louis William Merlin) и Блунта (John Elijah Blunt). 
На западе Фессалии, после успешного Сражения при Матаранге, повстанцы сохраняли свои силы в предгорьях Пинда, угрожая вновь перенести военные действия на фессалийскую равнину.
В этот период штаб Исхомахоса располагался в селе Лутро́, примерно в 20 км от Кардицы. 
В полном согласии с греческим правительством, британские консулы направились сюда, с целью сворачивания восстания, умиротворения региона и ухода повстанцев с освобождённых регионов фессалийской равнины и гор Аграфа. 
Обещая решения фессалийского (но не македонского) вопроса путём дипломатии и предоставления амнистии повстанцам, 19 апреля 1878 года консулы сумели убедить Исхомахоса и получили его подпись. 
Исхомахос и его соратники оставили Фессалию в ожидании обещанного решения фессалийского вопроса 
То что не удалось кратковременной кампанией греческой армии, становилось возможным после боёв местных повстанцев и добровольцев организаций Исхомахоса.
Хотя после отвода армии Исхомахос и его сподвижники были объявлены дезертирами, на всём пути их следования в Афины, население Ламии, Халкиды и Фив приветствовало их как героев.

## Депутат парламента
Связав свою жизнь с Фессалией, и после её воссоединения с Греческим королевством в 1881 году, Исхомахос баллотировался в Парламент Греции от Ларисы и был дважды (1883, 1885) избран депутатом парламента.
При этом, оставаясь де-факто вне армии, его депутатский статус послужил основанием для  его официального временного выхода в запас 4 марта 1882 года. 
В период своей депутатской деятельности он поселился в Ларисе. 
Всю свою депутатскую компенсацию тратил в поддержку неимущих своего округа и семей своих соратников по Фессалийскому восстанию.

## Смерть
Всё своё состояние Исхомахос потратил на финансирование своих революционных организаций и добровольческих отрядов накануне и в период Фессалийского восстания.
Он отказался пройти бюрократическую процедуру для компенсации части своих затрат в пользу государства в военный период. 
Статус депутата не поправил его финансовое состояние - он использовал свою депутатскую компенсацию для оказания помощи нуждающимся гражданам своего округа и семьям своих соратников в Фессалийском восстании. 
Исхомахос завяз в неразрешимых финансовых обязательствах и покончил жизнь самоубийством в 1888 году, находясь в крайней нищете и забытый греческим государством.
Несмотря на то что он был самоубийцей официальное отпевание покойного состоялось в Кафедральном соборе Афин в присутствии премьер-министра Х. Трикуписа, трёх министров и всего командования вооружённых сил Греции. 
Речь произнесли майор артиллерии и друг его детства Аристо́вулос Манесис, а также ректор Афинского университета Теодорос Афендулис.

## Семья
Был женат на Юлии Провеленгиу, сестре поэта и академика Аристомениса Провеленгиоса (1850-1936), с которой имел трёх детей: Иоанниса (впоследствии депутата парламента), Элли и Марию.

## Награды
Был награждён Орденом Славы Туниса (командор) и аналогичным орденом ... Сербии. 
31 октября 1876 года ему было разрешено носить османский Орден Меджидие 4-й степени которым его наградил месяцами раннее султан Абдул-Азиз (ΦΕΚ 29/Α/25-4-1877). 
Греческое государство наградило его 31 декабря 1873 года Орденами Спасителя (Офицер золотого креста) (ΦΕΚ 9/Α/11-3-1874) и 1 декабря 1886 года Великого командора) (ΦΕΚ 333/Α/4-12-1886).

## Работы
Константинос Исхомахос был автором многочисленных работ военной тематики. Основная его работа именуется “О военной организации Греции “ («Επί της στρατιωτικής οργανώσεως της Ελλάδος»).
- Κωνσταντίνος Ισχόμαχος. Μελέτη επί της στρατιωτικής οργανώσεως της Ελλάδος. — Αθήνησιν : Εκ του Τυπογραφείου Παρνασσού Διευθυνομένου υπό Σ. Π. Οικονόμου, 1880.